# ミッドナイトボートレース
ミッドナイトボートレースは、日本の競艇（モーターボートレース）の競走の一つで、2021年10月より実施される、広義のナイター競走の一つである。

## 概要
これまで、日本の競艇は、日中・薄暮競走・もしくは日本時間21時までに全レースを消化するナイター競走とがあったが、このミッドナイトボートレースは原則無観客開催（外向き舟券売り場も含む）として、第1競走のスタート展示を同17時頃、以後最終競走を21時30分〜22時ごろに設定する形で実施される。なお、大村競艇場では更に1時間延長して23時まで延長して実施している。
2021年（令和3年）10月20日、下関競艇場で初のミッドナイトボートレースが開催された。以降、2022年1月にかけて、下関競艇場、若松競艇場、大村競艇場の北部九州エリア3か所の会場で行われる合計5節（下関・大村各2節、若松1節）を対象として行われた。
ミッドナイトボートレース開催による影響は大きく、大村競艇場では2020年度から2023年度において4年連続舟券売上高全国一となっただけでなく、特に2023年度はミッドナイトボートレースの売上が好調で、同年度においてはSG大会を開催しなかったにもかかわらず、SG・グランプリを開催した2位の住之江競艇場を77億円上回った。

## 舟券の発売方法
- レースは日中・薄暮・ナイターと同じく原則1日12競走立てが基本である。
- 開催本場・並びにそれに付随した外向き前売り発売所　第1競走発走前の概ね17時前までの前売りで購入可能（以後無観客のため購入不可）
- 場外舟券発売所（他競艇場、ボートピア、ボートレースチケットショップなど）　概ね20時45分ごろまで発売し、それ以後発走分は前売り
- テレボートなどの電話・インターネット投票システム　加入者番号8桁のインターネット投票会員のみ購入可能（同6桁のプッシュフォン回線を利用した会員は購入不可。ただしナイター対応銀行の口座を登録している場合はミッドナイトボートレース実施期間中でもナイター・サマータイムレースの購入および資金移動は可）